# Heroes Unmasked
Heroes Unmasked is een Britse documentaire op BBC Two over de totstandkoming van de Amerikaanse televisieserie Heroes.
In dit televisieprogramma wordt uitgebreid stilgestaan bij de acteurs en de crew van de serie en de opnamen van de afleveringen.